# Metachrostis mendaculatis
Metachrostis mendaculatis är en fjärilsart som beskrevs av Treitschke 1829. Metachrostis mendaculatis ingår i släktet Metachrostis och familjen nattflyn. Inga underarter finns listade i Catalogue of Life.